# The Exorcist (serie televisiva)
The Exorcist è una serie televisiva antologica statunitense trasmessa dal 23 settembre 2016 dall'emittente Fox. La serie si pone come sequel del film L'esorcista.
Il 12 maggio 2017, Fox rinnova la serie per una seconda stagione che ha debuttato in America il 29 settembre 2017. Il sottotitolo scelto per la nuova stagione è The Next Chapter. L'11 maggio 2018, in seguito alla fusione tra Fox e Disney la serie è stata cancellata dopo due stagioni perché ritenuta inadatta per i canoni di pubblico Disney.

## Trama

### Prima stagione
Tomàs Ortega e Marcus Keane, due preti dalle personalità molto diverse tra loro, cercano di aiutare Angela Rance, una donna che vive con il marito, reduce da una malattia cerebrale in seguito a una caduta, e con le figlie Katherine e Casey. Angela avverte una strana presenza in casa sua e crede che la figlia Katherine stia manifestando i segni di una possessione demoniaca. Ma è Casey a cadere nelle grinfie del demonio. In seguito Angela stessa si ritroverà a fare i conti con il suo oscuro e segreto passato.

### Seconda stagione
Padre Marcus e padre Tomas intraprendono un viaggio contro le forze del male: si imbattono in una famiglia composta da ragazzi in affido, e percepiscono un'entità negativa attorno ad un membro della famiglia.
Padre Bennet, insieme ad una nuova alleata, continua la lotta ai demoni integrati con gli umani, ormai forte presenza anche all'interno del Vaticano.

## Episodi
| Stagione         | Episodi | Prima TV USA | Prima TV Italia |
| ---------------- | ------- | ------------ | --------------- |
| Prima stagione   | 10      | 2016         | 2016-2017       |
| Seconda stagione | 10      | 2017         | 2017-2018       |

## Personaggi e interpreti

### Personaggi principali
- Padre Tomàs Ortega (stagioni 1-2), interpretato da Alfonso Herrera, doppiato da Gabriele Sabatini.
- Padre Marcus Keane (stagioni 1-2), interpretato da Ben Daniels, doppiato da Massimo Lodolo.
- Padre Bennett (stagioni 1-2), interpretato da Kurt Egyiawan, doppiato da Daniele Raffaeli.
- Angela Rance / Regan Theresa MacNeil (stagione 1), interpretata da Geena Davis, doppiata da Isabella Pasanisi.
- Casey Rance (stagione 1, guest stagione 2), interpretata da Hannah Kasulka, doppiata da Jessica Bologna.
- Katherine Rance (stagione 1), interpretata da Brianne Howey, doppiata da Chiara Oliviero.
- Henry Rance (stagione 1), interpretato da Alan Ruck, doppiato da Stefano Mondini.
- Mouse (stagione 2), interpretata da Zuleikha Robinson, doppiata da Perla Liberatori.
- Andrew "Andy" Kim (stagione 2), interpretato da John Cho, doppiato da Paolo Vivio.
- Rose Cooper (stagione 2), interpretata da Li Jun Li, doppiata da Alessia Amendola.
- Verity (stagione 2), interpretata da Brianna Hildebrand.

### Personaggi secondari
- Maria Walters (stagione 1-2), interpretata da Kirsten Fitzgerald.
- L'Uomo Salesiano / Captain Howdy / Pazuzu (stagione 1), interpretato da Robert Emmet Lunney.
- Jessica (stagione 1), interpretata da Mouzam Makkar.
- Chris MacNeil (stagione 1), interpretata da Sharon Gless.
- Olivia (stagione 1), interpretata da Camille Guaty.
- Madre Bernadette (stagione 1), interpretata da Deanna Dunagan.
- Cardinale Guillot (stagione 1), interpretato da Torrey Hanson.
- frate Simon (stagione 1), interpretato da Francis Guinan, doppiato da Antonio Palumbo.
- Pazuzu (stagione 1), doppiato nella versione originale da David Hewlett.
- David "Truck" Johnson III (stagione 2), interpretato da Cyrus Arnold.
- Caleb (stagione 2), interpretato da Hunter Dillon.
- Shelby (stagione 2), interpretata da Alex Barima.
- Grace (stagione 2), interpretata da Amélie Eve.
- Peter Morrow (stagione 2), interpretato da Christopher Cousins.
- Nicole Kim (stagione 2), interpretata da Alicia Witt.

## Produzione

### Sviluppo
Morgan Creek Productions, casa titolare dei diritti legati al romanzo di William Peter Blatty L'esorcista e al suo noto adattamento cinematografico del 1973, nell'estate del 2013, in occasione del quarantesimo anniversario dell'uscita del film horror nelle sale, iniziò a contrattare con varie emittenti televisive la vendita di una sceneggiatura scritta da Jeremy Slater per una potenziale serie televisiva presentata come una rielaborazione moderna della storia narrata da Blatty, dopo aver precedentemente considerato anche la produzione di una miniserie. Più di due anni dopo, il 22 gennaio 2016 la Fox si interessò concretamente al progetto, ordinando la produzione di un episodio pilota, prodotto dalla stessa Morgan Creek insieme alla 20th Century Fox Television e diretto da Rupert Wyatt. Dopo aver visionato il pilot, il 10 maggio 2016 la Fox diede il via libera definitivo alla produzione di una prima stagione.
Slater spiegò che lo scopo degli autori era mantenere le stesse tonalità del film originale, ma raccontare una nuova autonoma storia così come in precedenza aveva fatto la serie Fargo. La produzione si è avvalsa della consulenza di preti esorcisti, mentre la storia narrata presenta similitudini con il caso di Anneliese Michel.

### Casting

#### Prima stagione
Il 24 febbraio 2016 Brianne Howey fu la prima attrice ad unirsi al cast per il ruolo di Katherine, la ragazza che inizialmente sembra essere vittima di possessioni demoniache, mentre nei giorni seguenti furono scritturati anche Hannah Kasulka, per il ruolo della sorella Casey, Alfonso Herrera, Ben Daniels e Kurt Egyiawan, interpreti di padre Tomas Ortega, padre Marcus Lang e padre Bennett. Il 7 marzo il cast principale si completò con l'ingaggio di Geena Davis, interprete della madre di Katherine e Casey.

#### Seconda stagione
Il 7 giugno 2017 è stato annunciato che Geena Davis, Alan Ruck, Hannah Kasulka e Brianne Howey, non torneranno nella seconda stagione. Torneranno invece Alfonso Herrera, Ben Daniels e Kurt Egyiawan. Nel mese di luglio, John Cho, Brianna Hildebrand, Zuleikha Robinson e Li Jun Li, entrano nel cast regolare della seconda stagione. Il mese successivo si aggiungono al cast Christopher Cousins e Cyrus Arnold.

### Riprese
Le riprese della prima stagione sono state effettuate principalmente nei dintorni di Chicago. Le riprese della seconda stagione, invece si sono tenute a Vancouver dal 28 luglio 2017.

### Rinnovi
Il 12 maggio 2017, la serie è stata rinnovata per una seconda stagione.

## Promozione
L'11 maggio 2016 è stata diffusa la prima immagine tratta dal pilota, mentre il seguente 16 maggio, in occasione dell'annuale upfront, è stato pubblicato il primo trailer.

## Distribuzione
Il primo episodio è stato trasmesso dalla Fox il 23 settembre 2016. In Italia viene trasmessa sul canale satellitare Fox della piattaforma Sky dal 31 ottobre dello stesso anno; in chiaro ha esordito su Rai 4 il 6 settembre 2017.

## Accoglienza
La serie è stata accolta positivamente dalla critica. Sull'aggregatore di recensioni Rotten Tomatoes, ha una percentuale di gradimento del 77% con un voto medio di 5,8 su 10, basato su 47 recensioni. Su Metacritic, invece ha un punteggio di 62 su 100, basato su 28 recensioni.